# Tokkuztara
| Uigurische Bezeichnung          | Uigurische Bezeichnung |
| ------------------------------- | ---------------------- |
| Arabisch-Persisch (Kona Yeziⱪ): | توققۇزتارا ناھىيىسى    |
| Lateinisch (Yengi Yeziⱪ):       | Toⱪⱪuztara Naⱨiyisi    |
| Chinesische Bezeichnung         |                        |
| Kurzzeichen:                    | 巩留县                 |
| Umschrift in Pinyin:            | Gǒngliú Xiàn           |

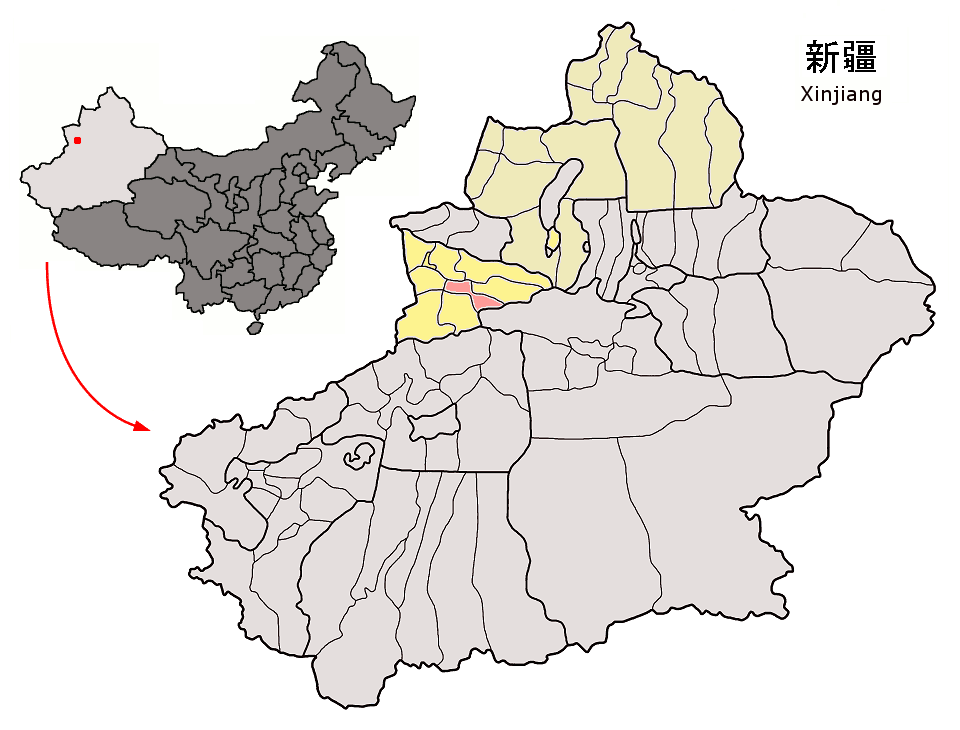
Lage des Kreises Tokkuztara (rosa) im Kasachischen Autonomen Bezirk Ili (gelb und grau)

Tokkuztara, auch: Gongliu (kasachisch توعىزتاراۋ اۋدانى Toğıztaraw Awdanı), ist ein Kreis des Uigurischen Autonomen Gebiets Xinjiang in der Volksrepublik China. Er gehört zum Verwaltungsgebiet des Kasachischen Autonomen Bezirks Ili. Tokkuztara hat eine Fläche von 4123,85 km² und 164.860 Einwohner (Stand: Zensus 2010).

## Administrative Gliederung
Auf Gemeindeebene setzt sich Tokkuztara aus einer Großgemeinde und sieben Gemeinden. Diese sind:
- Großgemeinde Gongliu (巩留镇), Sitz der Kreisregierung;
- Gemeinde Agarsin (阿尕尔森乡);
- Gemeinde Aktübek (阿克吐别克乡);
- Gemeinde Dongmahalla (东买里乡);
- Gemeinde Jirgalang (吉尔格郎乡);
- Gemeinde Muhur (莫乎尔乡);
- Gemeinde Tastobe (塔斯托别乡);
- Gemeinde Tikarik (提克阿热克乡).
- Ferner liegen im Kreisgebiet zwei Staatsfarmen, eine Farm des Produktions- und Aufbaukorps Nr. 73, zwei staatliche Viehzuchtbetriebe mit Weideplätzen, eine staatliche Veredelungsstation für Zuchtvieh und ein Staatsforst.